# Lão Hộ
Lão Hộ is een xã in huyện Yên Dũng, een district in de Vietnamese provincie Bắc Giang.
Lão Hộ ligt in het noordoosten van het district. De Cỏ Mạt stroomt door Lão Hộ.